# The Deal
"The Deal" é o quinto episódio da segunda temporada da série de televisão americana The Americans, e o 18º episódio geral da série. Foi originalmente exibido pela FX, nos Estados Unidos, em 26 de março de 2014.

## Enredo
Os Jennings capturam e escondem seu agressor em um restaurante abandonado. A pessoa que eles capturaram acaba por ser um agente do Mossad (a agência nacional de inteligência de Israel), que leva os soviéticos a fazerem um acordo com Israel. Philip fica com seu cativo enquanto os soviéticos tentam trocá-lo por Anton.
Elizabeth recebe mensagens de Martha por Clark. Posando como a irmã de Clark, ela convence Martha a não colocar o nome dele em um formulário de inscrição. O FBI fica sabendo que Anton está ausente e percebe que os soviéticos estão tentando extraí-lo. Elizabeth pega os arquivos de Larrick. O acordo comercial é feito e Philip deixa Anton em um cargueiro rumo à Rússia.
Com base na palavra de Nina, Stan deduz que Oleg Burov seria o único que transportaria Anton e o atacaria. Oleg para em um porto e espera por Stan. Ele diz que é o único que sabe que Nina está trabalhando para ele, e ameaça expor se não receber nada em troca.

## Produção
O episódio foi escrito por Angelina Burnett e dirigido por Dan Attias.

## Recepção
O A.V. Club deu ao episódio um A. Alan Sepinwall, da Hitfix, disse que "o todo não é tão forte quanto a soma das partes individuais, porque mesmo que as partes sejam em sua maioria ótimas, existem muitas delas".